# Jiřetín pod Bukovou
Jiřetín pod Bukovou (do roku 1950 jen Jiřetín, německy Georgenthal) je obec v okrese Jablonec nad Nisou, kraj Liberecký. Nachází se 7 km severovýchodně od Jablonce nad Nisou, pod horou Buková (838 m). V obci žije 458 obyvatel.

## Historie
První písemná zmínka o obci pochází z roku 1687.

## Významní rodáci
- Daniel Swarovski (1862–1956) – sklář, zakladatel firmy Swarovski specializované na broušené sklo